# 마에다 도모노리
마에다 도모노리(일본어: 前田 智徳, 1971년 6월 14일 ~ )는 일본의 전 프로 야구 선수이다.

## 인물

### 프로 입단 전
구마모토현 다마나군 다이메이 정(현 다마나시)에서 태어나 1987년 구마모토 현립 구마모토 공업고등학교에 입학, 2학년때인 춘계와 하계, 3학년 하계 대회 등 총 3차례의 고시엔 대회에 출전한 경력을 갖고 있다. 3학년 때 여름에는 팀내 주장이었고, 4번·중견수로서 출전하는 등 경기에서 패배한 2차전에서는 마지막 타자(결과는 삼진)가 되었다. 1989년 프로 야구 드래프트 회의에서 히로시마 도요 카프로부터 4순위로 지명받아 입단했다.

### 프로 입단 후

#### 1990년
1990년 2월에 열린 시범 경기에서는 롯데 오리온스전에 7번 타자로서 선발 출전해 5타수 5안타(2루타는 4개)를 기록했고, 정규 경기에서의 첫 출전이 되는 6월 6일의 야쿠르트 스왈로스전에서는 6번·중견수로 선발 출전하면서 2루타를 날리는 등 4타수 2안타 1타점을 기록했다.

#### 1991년
이듬해 1991년 개막전에서는 1번·중견수로 선발 출전해 프로 데뷔 후 첫 아치가 되는 선두 타자 홈런을 때려냈다. 한때는 타격 부진에 시달릴 정도로 선발 명단에서 제외되는 경험을 했지만 6월 이후에는 2번 타자를 차지했다. 129경기에 출전하면서 타율 2할 7푼 1리, 14도루, 30희생타의 성적으로 팀의 센트럴 리그 우승에 기여했다. 외야수로서의 사상 최연소(19세)로 골든 글러브상을 수상했고 이후 1994년까지 4년 연속으로 선정되었다.

#### 1992년
시즌 개막 이후부터 6월 3일까지 2번 타자로 뛰고 있었지만 이후에는 주로 3번타자를 맡았다. 전 경기에 출전(130경기)하면서 타점왕은 놓쳤지만 일본인 선수로서는 최다 타점인 89타점, 득점권 타율 3할 5푼 8리를 기록했다. 본인으로서는 처음으로 3할 대의 타율을 기록해(3할 8리, 리그 5위) 이후 규정 타석을 채운 연도인 1991년, 2003년, 2007년의 3시즌 이 외에 타율 3할대 이상을 달성하고 있었다. 그 밖에 도루 개수 18개로 리그 4위이며 수비에서는 척살 개수와 보살 개수 모두 리그 선두를 기록했다. 외야수로서의 베스트 나인에 선정되어 1994년까지 3년 연속으로 선정되었다.

#### 1993년
이듬해 시즌 전 경기(131경기)에 출전해 홈런 27개, 리그 4위의 타율 3할 1푼 7리(일본인 선수 중에서는 리그 1위), 리그 최다 2루타, 최다 루타를 기록했다.

#### 1994년
개막 이후부터 4번 타자를 차지했지만 4월 30일 이후에는 3번 타자로 고정되는 등 알론조 파웰과의 수위타자 경쟁 끝에 단 3리 차로 2위를 기록했고 3년 연속 3할 대의 타율과 150안타를 달성했다.

#### 1995년 ~ 1999년
1995년 5월 23일 야쿠르트전에서는 주루 시에 오른쪽 아킬레스건이 끊어지는 부상을 당했고 이듬해 1996년 개막전에서는 선발로 출전하였지만 근육 파열에 의해 팀 전력에서 장기 이탈을 당하는 수모를 겪었다. 5월에 복귀하고 나서는 거의 전 경기에 출전하여 2년 만에 규정 타석을 채웠고 그 해부터 1999년까지 4년 연속으로 타율 3할대 이상·득점권 타율 3할 4푼 이상(.368, .368, .358, .343)을 기록했다.
1997년에는 극심한 부진의 영향도 있어 휴식을 취하는 사이를 두면서 경기를 출전했기 때문에 최종전의 9회 종료 시점에서는 규정 타석이 미달될 정도로 부족했지만 연장전에 돌입하면서 타석이 되돌아 왔기 때문에 도달했다.
이듬해 1998년에는 다리의 부담을 감소하기 위해 중견수에서 우익수로 변경되었다. 개막 이후부터 6일 동안 1번 타자로서 출전해 그 이후에는 3번 타자로도 활약했다. 그 해에 타격의 상태나 다리 상태가 양호했고 매 경기에 선발 출전이 계속되었다. 4월에는 타율 3할 7푼, 홈런 5개, 16타점을 기록해 월간 MVP를 수상했다. 8월에는 5경기 연속 홈런을 기록했고 월간 성적으로는 타율 3할 6푼 8리, 홈런 9개, 26타점을 남기는 등 한 때는 리그 3관왕이 될 정도의 활약으로 8월의 월간 MVP를 수상했다.
9월 13일 야쿠르트전에서 통산 23번째의 맹타상을 차지했고 그것까지 요나미네 가나메가 가지고 있던 센트럴 리그의 시즌 최다 기록을 46년 만에 경신했다. 또 스즈키 다카노리와 당시 신인이었던 쓰보이 도모치카와 함께 3명이서 수위타자 경쟁을 펼쳤지만 단 2리 차로 3할 3푼 5리라는 타율을 기록해 결국 2위로 끝나면서 1993년 이후가 되는 리그 최다 2루타와 최다 루타를 동시에 기록했으며 4년 만에 베스트 나인으로 선정되었다.
1998년 시즌의 수위타자 경쟁은 스즈키(요코하마)의 타율이 3할 3푼 7리, 마에다는 3할 3푼 5리를 기록한 상태에서 남은 경기는 양 팀의 대결이 이뤄졌지만 요코하마의 곤도 히로시 감독은 경기 전에 “히로시마가 마에다를 출전시킨다면 스즈키를 휴식시키고 마에다를 모든 타석에서 고의사구를 보내겠다”라고 말했다. 곤도 감독의 발언에 대해 마에다는 “팬들에게 보기 흉한 모습을 보여주고 싶지 않다. 고의사구될 정도라면 경기에 나오지 않겠다”라고 출전을 거부해 결과적으로 마에다, 스즈키 두 선수가 결장했다.

#### 2000년 ~ 2002년
2000년에는 FA로 요미우리 자이언츠에 이적한 에토 아키라를 대신하기 위해 4번으로 기용되었지만 이후 올스타전에서 왼쪽 아킬레스건 상태가 나빠지면서 휴양 생활을 했다. 7월 27일에 건초활막절제수술을 받아 나머지 시즌은 재활 훈련에만 전념했다. 그 해 FA권을 취득했지만 행사하지 않았고 이듬해 2001년 3월에 결혼하였지만 다리의 상태가 좋지않아 정규 경기 출전은 27경기에 그쳤다. 단 한 개의 홈런이 기록되지 않으면서 신인 시절이었던 1990년 이후 11년 만에 일이었다. 2002년에는 개막 이후부터 선발로 출전해 4월 5일의 히로시마 시민 구장에서 열린 주니치 드래건스전에서 야마모토 마사로부터 2년 만에 홈런을 때려냈다. 그러나 4월 6일 경기 도중 마에다의 주루 플레이에 불만을 가진 루이스 로페스로부터 폭행을 당하기도 했다. 4월은 5번, 5월 이후는 6번 타자로서 선발 출전해 있었지만 8월 이후에는 5번 타자로 뛰었다. 같은 해 컴백상을 수상.

#### 2003년 ~ 2005년
2003년에는 한신 타이거스로 이적한 가네모토 도모아키에 대신해 좌익수를 지켰다. 다음해 2004년 개막전인 4월 2일부터 4월 23일까지 19경기 연속 안타(개막 이후부터의 연속 경기 안타는 히로시마 구단 기록이며, 역대 4위 기록). 2년 만에 타율 3할 대에 도달했다(.312). 2005년에는 5번·좌익수로서 전 경기(146경기)에 선발 출전해 타율 3할 1푼 9리, 32홈런, 개인 최다인 172안타를 때려냈다. 또 삼진률(.073)도 개인 최고 성적을 남겼다.

#### 2006년
이듬해 히로시마 감독으로 취임한 마티 브라운 감독으로부터 야수로서의 주장으로 지명받았다. 개막 초에는 높은 출루율을 살리는 등 2번 타자를 맡았지만 극심한 타격 부진에 시달리면서 5번 타자로 다시 되돌아왔다. 5월 25일에 통산 100개의 보살을 달성했고(현역 최다) 8월 22일의 한신전에서 우익수앞에 안타를 때려내는 등 사상 40번째의 통산 3000루타를 달성했다. 9월 30일의 요미우리전에서는 5년 연속 20홈런을 달성했고 3년 연속이자 통산 11번째의 3할대 타율(역대 5위 타이), 규정 타석을 채운 시즌 중에서는 개인 최고 성적이 되는 득점권 타율 3할 7푼 3리(리그 2위)를 기록했다.

#### 2007년
9월 1일 히로시마 시민 구장에서 열린 주니치와의 경기에서는 8회말에 히사모토 유이치로부터 우익수 앞에 2점 적시타를 때려내 사상 36번째(메이저 리그에 소속되어 있는 마쓰이 히데키와 이치로를 포함하면 38번째)가 되는 통산 2000안타를 달성했다. 31개의 삼진은 4년 연속 리그 최소이며(규정 타석을 채운 선수 중에) 삼진률(.075)도 리그 최소 기록을 세웠다. 그러나 한편으로는 부상이 잇따른 적도 있어 최종전에서는 규정 타석을 채웠지만 4년 만에 타율이 3할도 채 안되는 불안한 시즌을 보내기도 했다.

#### 2008년
84경기에만 출전하면서 타율 2할 7푼과 4홈런을 기록했고 시즌 후반기에는 외야수를 젊은 선수로 기용되어 수비와 팀 주력을 중시하는 팀 편성에 의해 선발 멤버에서 제외되었지만 대타로서 타석에 들어섰을 때는 3할 7푼 2리의 타격 성적을 남겼다. 10월 10일에 구단과 면담을 실시하면서 FA권을 행사하지 않는 것과 다음 2009년 시즌에서도 현역 생활을 계속 하겠다는 결심을 했다.

#### 2009년
스프링 캠프로부터 컨디션이 갖춰지지 않았고 브라운 감독이 젊은 선수들을 중심으로 기용 하겠다는 방침을 내비치는 등 프로 데뷔 후 처음으로 1군 경기에 한 번도 출전하지 못했다. 팀 동료인 오가타 고이치의 은퇴 경기에서는 꽃다발을 건네주는 등 눈물을 흘리며 작별의 포옹을 했다.

#### 2010년
대타로서의 출전을 목표로 두면서 조정을 실시했고 3월 4일의 시범 경기에서는 2008년 10월 이후의 대외 경기에 출전을 완수했다. 정규 시즌 개막 후인 3월 29일에는 대타로서의 2년 만에 정규 경기에 출전하여 무사 만루인 상황에서 희생 플라이를 기록했다. 4월 11일에는 요코하마 스타디움에서 2년 만의 정규 경기 홈런을 때려냈고 4월 16일 마쓰다 스타디움에서 열린 주니치전에서는 상대 투수인 아사오 다쿠야로부터 중견수 앞에 끝내기 안타를 기록했다. 본인으로서의 끝내기 안타는 16년 만의 일이었고 그 안타가 마쓰다 스타디움에서의 첫 안타로 기록되었다. 주로 대타로 기용되어 2할 대 전반의 타율이면서도 대타로서는 팀내 최다인 62경기에 출전했다. 고질적인 부상에 시달린 시즌이었기 때문에 수비에는 오르지 않았지만 지명타자 제도를 시행한 센트럴·퍼시픽 교류전에서는 지명타자로서 6경기에 선발 출장했다.

#### 2011년
그 해에도 대타로서 출전하여 4경기에서 결승타를 날리는 등의 활약을 했다. 마쓰다 하지메 구단주로부터 다음 시즌에도 선수 생활을 계속하라는 요청도 있었다.

#### 2012년
그 해 역시 지난해에 이어 대타로 기용되는 일이 많았다. 7월 1일 요코하마 DeNA 베이스타스전에서는 결승 적시타를 날렸고 이 플레이가 2012년 제7회"조지아 혼"상에 선정되었다. 시즌 성적도 타율. 327, 출루율. 408을 기록하고 지난 시즌 보다 대타로서의 강함이 발휘된 1년이 되었다. 그 해에 가네모토 도모아키와 이시이 다쿠로가 은퇴하면서 현역 선수로서 일본 프로 야구 통산 최다 안타 기록 보유자가 되었다.

#### 2013년
2013년 4월 23일 야쿠르트 스왈로스전 8회 초에 대타로 출전했을 때에 에무라 마사야에게서 왼쪽 손목에 데드볼을 맞았다.. 이 후, 마에다가 마운드에 서 있던 에무라에게 다가왔고, 양 팀의 선수들이 모두 뒤셖여서 후루사와 겐지 투수 코치가 퇴장이 되는 등 몸 싸움이 일어난다. 도쿄 도내의 병원에서 검사를 반은 결과 "왼쪽 척골 골절" 이라고 진단되었다. 부상 이후에는 시즌 중 전열 복귀 목표로 하고 재활에 임하고 있었지만, 9월 27일에 마쓰다 스타디움에서 기자 회견을 열고 올 시즌 마지막으로 현역에서 은퇴하겠다고 선언했다. 10월 3일의 마쓰다 스타디움에서의 주니치 드래곤스전이 은퇴 경기가 되어, 8회 말 2아웃에 고쿠보 데쓰야 대타로 출전하여 0볼 2스트라이크에서 3구째 직구를 받아치는데, 투수 땅볼에 그치고 만다. 9회 초에는 그대로 우익수 자리에 들어가 2009년 개장한 마쓰다 스타디움에서 처음이자 마지막으로 수비에 뛰었다. 경기 후 은퇴식을 가졌다.

## 평가
- 프로 데뷔 1년 째가 되던 해인 1990년에는 스프링 캠프를 방문한 야구계 관계자가 마에다의 타격 연습하는 모습을 지켜보면서 “장래에도 굉장한 타자가 될 수 있다”라고 입을 모았다. 당시 히로시마의 타격 코치였던 미즈타니 지쓰오는 일발 장타의 매력을 가지는 에토와 탁월한 타격 기술을 갖고 있는 마에다에게 영재 교육을 시행하기 위해 두 선수를 겨루게 하는 형태로 맹훈련을 실시하는 등 팀내 주축 타자로 성장시켰다. 당시 오릭스의 2군 감독을 맡고 있던 후쿠모토 유타카는 2군 경기에서 마에다의 타격을 지켜보면서 “왜 저런 선수가 2군에 머물러 있는가”라고 경악을 했다고 한다. 마에다는 머지 않아 1군에 승격되어 프로 첫 선발 출전으로 첫 안타를 날렸다.
- 마에다의 출신 고교인 구마모토 현립 구마모토 공업고등학교의 OB로서 예전에 ‘타격의 신’이라고 불린 가와카미 데쓰하루도 “천재적인 기질을 갖고 있지만 꾸준히 노력하는 야구에 한결같은 남자”라고 말하는 등 후배인 마에다를 이렇게 평가했다. 구마모토 공고 관계자는 마에다를 “역대 최고의 천재 타자”라고 평가하고 있다.
- 그 외에 많은 야구 평론가들도 마에다의 센스와 자세에 대해 강하게 공명하고 있다. 신랄하게 비판하면서 평론을 하는 것으로 유명한 도요다 야스미쓰는 스스로의 지론을 당당하게 말하면서도 오히려 높은 평가를 주었다. 또 당시 NHK에서 야구 해설위원으로 활동하고 있던 하라 다쓰노리는 “마에다 선수와 이치로 선수는 다른 많은 선수들과는 타격 센스의 차원이 다르다”라고 말했다. 또 가케후 마사유키는 1995년의 시즌 개막전에서 “그에게 있어서는 3할 3푼이 최저 기준량이고 다른 타자와 같은 기준으로 생각하면 안 된다” 라고 말했다(공교롭게도 마에다가 아킬레스건에 큰 부상을 당한 것은 그 해였다).
- 현역 선수들 대부분이 마에다를 신봉하고 있어서 마에다를 목표로 두고 프로에 입문한 선수들도 많다. 이치로는 프로 입단 이후에 “가장 만나고 싶은 사람은 마에다 선수” 라고 말했다. 1994년 올스타전에 출전했을 당시 마에다와의 첫 대면이 이뤄지면서 악수를 주고 받은 이치로는 흐뭇한 미소를 띄우고 있었다. 이치로는 또 마에다가 프로 1년차에 등번호 ‘51’번을 붙이고 있었기 때문에 이치로 본인도 ‘51’번으로 결정했다. 마쓰이 히데키는 요미우리 자이언츠 시절인 1995년에 야구 전문 주간지 주간 베이스볼에 ‘‘남자’를 느끼게 하는 선수는 누군가?’라는 질문에 다른 11개 구단의 선수들은 자신이 소속된 구단의 선수 이름을 거명하였지만 마쓰이는 “마에다 선수를 보며 ‘남자’를 느낍니다. 부상에서 회복되면 같은 그라운드에서 플레이하고 싶습니다”라고 말하는 등 오른쪽 아킬레스건 부상으로 이탈당한 마에다에게 성원을 보내기도 했다.
- 예전에는 중견수로 뛰면서 1991년부터 4년 연속으로 골든 글러브상을 수상한 경험도 있지만 부상 이후에는 걷는 힘이 없어졌기 때문에 수비 범위도 좁아져 구단 수뇌부도 수비의 부담을 덜어주기 위해 중견수에서 우익으로 변경, 이후에는 좌익수로 수비 위치가 변경되기도 했다. 그런데도 수비력은 현재도 건재하고 가끔 러닝 캐치나 다이빙 캐치 등 과감한 플레이를 보여주었다.

## 상세 정보

### 출신 학교
- 구마모토 현립 구마모토 공업고등학교

### 선수 경력
- 히로시마 도요 카프(1990년 ~ 2013년)

### 수상·타이틀 경력
- 베스트 나인: 4회(1992년 ~ 1994년, 1998년)
- 골든 글러브상: 4회(1991년 ~ 1994년)
- 월간 MVP: 4회(1992년 9월, 1998년 4월, 1998년 8월, 2000년 4월)
- 우수 JCB·MEP상: 3회(1992년, 1997년, 1998년)
- JA 전농 Go·Go상(매직 글러브상: 1994년 6월)
- 컴백상(2002년)
- 올스타전 MVP: 1회(2005년 제2차전)
- 올스타전 우수 선수상: 1회(2007년 7월 20일)
- 히로시마 시민 영예상(2007년 9월 12일)
- 다마나 시민 영예상(2007년 9월 28일)
- ‘조지아혼’상(2012년도 제7회)

### 주요 기록

#### 첫 기록
- 첫 출장·첫 선발 출장: 1990년 6월 6일, 대 야쿠르트 스왈로스 8차전(히로시마 시민 구장), 6번·중견수로서 선발 출장
- 첫 타석·첫 안타·첫 타점: 상동, 1회말에 니시무라 다쓰지로부터 적시 2루타
- 첫 도루: 1990년 6월 21일, 대 야쿠르트 스왈로스 11차전(메이지 진구 야구장), 7회초에 2루 안착(투수: 란바시 유키히토, 포수: 후루타 아쓰야)
- 첫 홈런: 1991년 4월 6일, 대 야쿠르트 스왈로스 1차전(히로시마 시민 구장), 1회말에 나이토 나오유키로부터 선두 타자 홈런

#### 기록 달성 경력
- 통산 100홈런: 1997년 7월 17일, 대 주니치 드래건스 17차전(나고야 돔), 1회초에 무라타 가쓰요시로부터 우월 2점 홈런 ※역대 193번째
- 통산 1000안타: 1998년 8월 28일, 대 요코하마 베이스타스 23차전(요코하마 스타디움), 7회초에 아와노 히데유키로부터 중견 펜스를 직격한 2점 적시 2루타 ※역대 189번째
- 통산 1000경기 출장: 1999년 7월 22일, 대 한신 타이거스 19차전(한신 고시엔 구장), 3번·우익수로서 선발 출장 ※역대 353번째
- 통산 150홈런: 2000년 4월 9일, 대 한신 타이거스 3차전(히로시마 시민 구장), 8회말에 커트 밀러로부터 우월 역전 결승 만루 홈런 ※역대 112번째
- 통산 200홈런: 2004년 4월 9일, 대 요코하마 베이스타스 1차전(히로시마 시민 구장), 3회말에 피트 워커로부터 우월 솔로 홈런 ※역대 78번째
- 통산 1500안타: 2004년 5월 8일, 대 요미우리 자이언츠 8차전(히로시마 시민 구장), 5회말에 마에다 유키나가로부터 좌중간에 2루타 ※역대 84번째
- 통산 5000타수: 2004년 6월 4일, 대 주니치 드래건스 8차전(나고야 돔), 6회초에 아사쿠라 겐타로부터 우월 솔로 홈런을 때려내며 달성
- 통산 1500경기 출장: 2004년 9월 10일, 대 주니치 드래건스 24차전(나고야 돔), 5번·좌익수로서 선발 출장 ※역대 142번째
- 통산 250홈런: 2005년 9월 28일, 대 야쿠르트 스왈로스 20차전(히로시마 시민 구장), 7회말에 요시카와 마사히로로부터 우월 솔로 홈런 ※역대 47번째
- 통산 300개의 2루타: 2005년 10월 4일, 대 요미우리 자이언츠 21차전(도쿄 돔), 5회초에 노마구치 다카히코로부터 우익선상 2루타 ※역대 44번째
- 통산 3000루타: 2006년 8월 22일, 대 한신 타이거스 13차전(히로시마 시민 구장), 4회말에 이가와 게이로부터 우전 안타 ※역대 40번째
- 통산 1000타점: 2007년 8월 12일, 대 도쿄 야쿠르트 스왈로스 17차전(히로시마 시민 구장), 7회말에 세스 그레이싱어로부터 2루 땅볼 사이에 기록 ※역대 31번째
- 통산 2000안타: 2007년 9월 1일, 대 주니치 드래건스 17차전(히로시마 시민 구장), 8회말에 히사모토 유이치로부터 우전 2점 적시타 ※역대 36번째
- 통산 2000경기 출장: 2008년 10월 7일, 대 요코하마 베이스타스 24차전(요코하마 스타디움), 9회초에 구라 요시카즈의 대타로서 출장 ※역대 41번째
- 통산 350개의 2루타: 2012년 4월 22일, 대 주니치 드래건스 6차전(MAZDA Zoom-Zoom 스타디움 히로시마), 8회말에 아사오 다쿠야로부터 우익선상 적시 2루타 ※역대 33번째

#### 기타
- 시즌 타율 3할대 이상: 11회(1992년 ~ 1994년, 1996년 ~ 1999년, 2002년, 2004년 ~ 2006년) ※역대 5위 타이.
- 시즌 맹타상: 23회(1998년) ※센트럴 리그 역대 2위, 양대 리그 역대 3위 타이.
- 타격 10위권 진입: 10회(1992년 ~ 1994년, 1996년 ~ 1998년, 2002년, 2004년 ~ 2006년) ※역대 8위 타이.
- 1경기 6안타(1997년 9월 19일) ※연장 경기에서의 2안타를 포함.
- 5경기 연속 홈런(1998년 8월 6일 ~ 8월 11일)
- 4경기 연속 홈런: 2회(2005년 9월 2일 ~ 9월 7일, 2006년 9월 3일 ~ 9월 8일)
- 11경기 연속 득점
  - 1998년 4월 25일, 대 주니치 드래건스 전(나고야 돔)
  - 1998년 5월 9일, 대 요코하마 베이스타스 전(구마모토 구장)
- 37경기 연속 출루
  - 2002년 7월 30일, 대 야쿠르트 스왈로스 전(메이지 진구 야구장)
  - 2002년 9월 13일, 대 주니치 드래건스 전(히로시마 시민 구장)
- 월간 안타 개수(41개·2002년 8월, 39개·1998년 8월)
- 월간 타점 수: 26타점(1998년 8월)
- 통산 만루 홈런: 6개
- 올스타전 출장: 7회(1993년, 1994년, 1996년, 1998년, 2005년, 2007년, 2008년)

### 등번호
- 51(1990년 ~ 1991년)
- 31(1992년 ~ 1993년)
- 1(1994년 ~ 2013년)

### 연도별 타격 성적
| 연 도      | 소 속      | 경 기 | 타 석 | 타 수 | 득 점 | 안 타 | 2 루 타 | 3 루 타 | 홈 런 | 루 타 | 타 점 | 도 루 | 도 루 자 | 희 생 번 | 희 생 플 | 볼 넷 | 고 4 | 사 구 | 삼 진 | 병 살 타 | 타 율 | 출 루 율 | 장 타 율 | O P S |
| ---------- | ---------- | ----- | ----- | ----- | ----- | ----- | ------- | ------- | ----- | ----- | ----- | ----- | -------- | -------- | -------- | ----- | ---- | ----- | ----- | -------- | ----- | -------- | -------- | ----- |
| 1990년     | 히로시마   | 56    | 45    | 43    | 15    | 11    | 3       | 0       | 0     | 14    | 5     | 4     | 1        | 1        | 0        | 1     | 0    | 0     | 3     | 1        | .256  | .273     | .326     | .598  |
| 1991년     | 히로시마   | 129   | 465   | 395   | 54    | 107   | 21      | 1       | 4     | 142   | 25    | 14    | 10       | 30       | 4        | 31    | 0    | 5     | 57    | 4        | .271  | .329     | .359     | .688  |
| 1992년     | 히로시마   | 130   | 585   | 493   | 82    | 152   | 23      | 3       | 19    | 238   | 89    | 18    | 4        | 30       | 6        | 54    | 3    | 2     | 51    | 7        | .308  | .375     | .483     | .858  |
| 1993년     | 히로시마   | 131   | 568   | 499   | 85    | 158   | 33      | 2       | 27    | 276   | 70    | 10    | 1        | 2        | 3        | 61    | 0    | 3     | 63    | 3        | .317  | .392     | .553     | .945  |
| 1994년     | 히로시마   | 123   | 554   | 492   | 66    | 158   | 26      | 0       | 20    | 244   | 66    | 4     | 3        | 2        | 3        | 57    | 10   | 0     | 56    | 12       | .321  | .389     | .496     | .885  |
| 1995년     | 히로시마   | 25    | 99    | 86    | 15    | 22    | 4       | 1       | 4     | 40    | 11    | 3     | 0        | 0        | 1        | 10    | 0    | 2     | 12    | 1        | .256  | .343     | .465     | .809  |
| 1996년     | 히로시마   | 105   | 435   | 396   | 54    | 124   | 20      | 2       | 19    | 205   | 65    | 0     | 0        | 0        | 3        | 34    | 1    | 2     | 61    | 10       | .313  | .368     | .518     | .885  |
| 1997년     | 히로시마   | 100   | 419   | 382   | 55    | 116   | 23      | 1       | 15    | 186   | 68    | 1     | 0        | 0        | 7        | 28    | 2    | 2     | 35    | 7        | .304  | .348     | .487     | .835  |
| 1998년     | 히로시마   | 127   | 551   | 504   | 71    | 169   | 36      | 0       | 24    | 277   | 80    | 5     | 2        | 0        | 2        | 41    | 1    | 4     | 54    | 8        | .335  | .388     | .550     | .938  |
| 1999년     | 히로시마   | 108   | 428   | 392   | 53    | 118   | 17      | 0       | 12    | 171   | 65    | 1     | 1        | 2        | 5        | 25    | 0    | 4     | 36    | 8        | .301  | .345     | .436     | .781  |
| 2000년     | 히로시마   | 79    | 284   | 262   | 32    | 62    | 14      | 0       | 13    | 115   | 44    | 0     | 0        | 1        | 3        | 18    | 1    | 0     | 39    | 6        | .237  | .283     | .439     | .722  |
| 2001년     | 히로시마   | 27    | 30    | 27    | 1     | 8     | 2       | 0       | 0     | 10    | 7     | 0     | 0        | 0        | 0        | 3     | 2    | 0     | 3     | 2        | .296  | .367     | .370     | .737  |
| 2002년     | 히로시마   | 123   | 462   | 422   | 50    | 130   | 11      | 1       | 20    | 203   | 59    | 0     | 1        | 0        | 2        | 37    | 2    | 1     | 38    | 11       | .308  | .364     | .481     | .845  |
| 2003년     | 히로시마   | 128   | 473   | 427   | 50    | 124   | 14      | 2       | 21    | 205   | 71    | 2     | 2        | 5        | 3        | 35    | 7    | 3     | 45    | 10       | .290  | .346     | .480     | .826  |
| 2004년     | 히로시마   | 121   | 438   | 407   | 45    | 127   | 28      | 1       | 21    | 220   | 70    | 2     | 0        | 1        | 2        | 23    | 0    | 5     | 38    | 8        | .312  | .355     | .541     | .895  |
| 2005년     | 히로시마   | 146   | 590   | 540   | 77    | 172   | 25      | 1       | 32    | 295   | 87    | 1     | 2        | 0        | 0        | 44    | 2    | 6     | 43    | 9        | .319  | .376     | .546     | .923  |
| 2006년     | 히로시마   | 134   | 522   | 472   | 66    | 148   | 22      | 1       | 23    | 241   | 75    | 2     | 3        | 2        | 3        | 40    | 4    | 5     | 42    | 6        | .314  | .371     | .511     | .882  |
| 2007년     | 히로시마   | 124   | 446   | 414   | 41    | 118   | 17      | 0       | 15    | 180   | 71    | 1     | 2        | 0        | 4        | 20    | 2    | 8     | 31    | 12       | .285  | .327     | .435     | .762  |
| 2008년     | 히로시마   | 84    | 186   | 174   | 11    | 47    | 4       | 1       | 4     | 65    | 29    | 0     | 1        | 0        | 2        | 8     | 1    | 2     | 24    | 4        | .270  | .306     | .374     | .680  |
| 2010년     | 히로시마   | 68    | 86    | 77    | 5     | 17    | 3       | 0       | 2     | 26    | 19    | 0     | 0        | 0        | 2        | 6     | 1    | 1     | 19    | 2        | .221  | .279     | .338     | .617  |
| 2011년     | 히로시마   | 52    | 51    | 44    | 0     | 11    | 3       | 0       | 0     | 14    | 13    | 0     | 0        | 0        | 1        | 5     | 0    | 1     | 8     | 2        | .250  | .333     | .318     | .651  |
| 2012년     | 히로시마   | 56    | 56    | 49    | 1     | 16    | 4       | 0       | 0     | 20    | 19    | 0     | 0        | 0        | 2        | 5     | 3    | 0     | 5     | 2        | .327  | .375     | .408     | .783  |
| 통산: 22년 | 통산: 22년 | 2176  | 7773  | 6997  | 929   | 2115  | 353     | 17      | 295   | 3387  | 1108  | 68    | 33       | 76       | 58       | 586   | 42   | 56    | 763   | 134      | .302  | .358     | .484     | .842  |

- 2012년 기준, 굵은 글씨는 시즌 최고 성적.
- 2009년은 1군 출장 없음.

### 연도별 수비 성적
| 연도 | 외야 | 외야 | 외야 | 외야 | 외야 | 외야   |
| 연도 | 경기 | 척살 | 보살 | 실책 | 병살 | 수비율 |
| ---- | ---- | ---- | ---- | ---- | ---- | ------ |
| 1992 | 130  | 254  | 10   | 5    | 2    | .981   |
| 1993 | 128  | 262  | 9    | 2    | 3    | .993   |
| 1994 | 123  | 279  | 7    | 2    | 1    | .993   |
| 1995 | 24   | 46   | 1    | 0    | 0    | 1.000  |
| 1996 | 102  | 160  | 5    | 3    | 2    | .982   |
| 1997 | 95   | 181  | 4    | 6    | 0    | .969   |
| 1998 | 119  | 211  | 12   | 4    | 2    | .982   |
| 1999 | 103  | 155  | 6    | 3    | 0    | .982   |
| 2000 | 68   | 115  | 3    | 0    | 2    | 1.000  |
| 2001 | 1    | 1    | 0    | 0    | 0    | 1.000  |
| 2002 | 115  | 154  | 10   | 2    | 0    | .988   |
| 2003 | 119  | 161  | 6    | 3    | 2    | .982   |
| 2004 | 110  | 106  | 8    | 2    | 1    | .983   |
| 2005 | 144  | 172  | 12   | 0    | 2    | 1.000  |
| 2006 | 112  | 141  | 6    | 1    | 0    | .993   |
| 2007 | 96   | 147  | 3    | 2    | 1    | .987   |
| 2008 | 28   | 38   | 0    | 1    | 0    | .974   |
| 통산 | 1617 | 2583 | 102  | 36   | 18   | .987   |

## 같이 보기
- 일본 프로 야구 컴백상